# Водонапорная башня (Винница)
Водонапорная башня (укр. Водонапірна вежа) — историческое сооружение на Европейской площади в городе Винница, построено в 1912 году. Использовалась как обзорная башня и каланча. В 1985 году реконструирована и выполняет функцию музея. Имеет статус памятника местного значения с 17 февраля 1983 года. С 2000 года, согласно решению городского совета, башня внесена в перечень городской символики.

## История
В 1912 году по проекту Григория Артынова в центре города была возведена водонапорная башня, совмещающей функции пожарной каланчи, для целей которой был приспособлен верхний ярус.

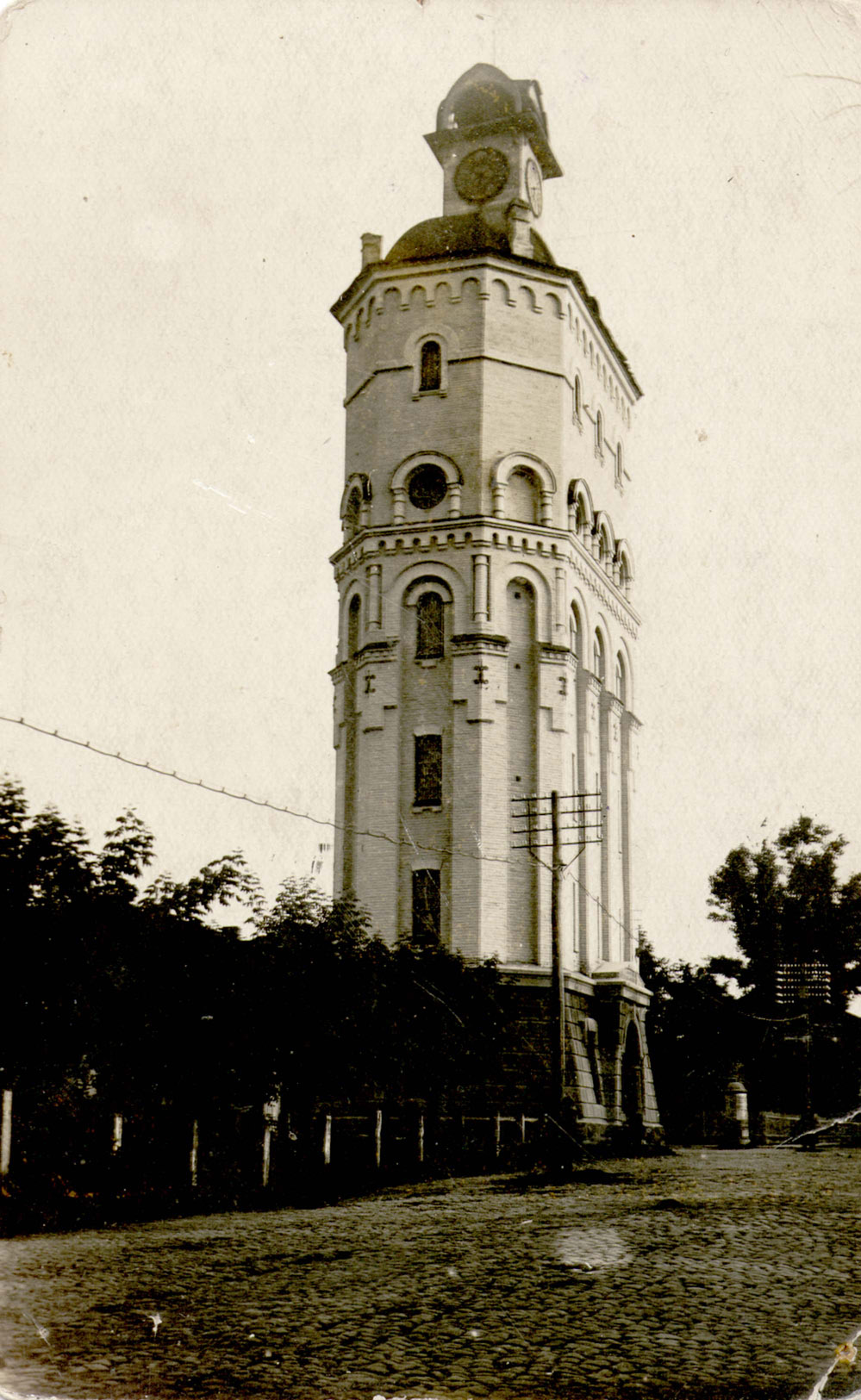
Водонапорная башня и каланча в начале XX ст.

Первый водопровод в Виннице, работу которого обеспечивала башня, имел протяженность 1,3 км и производительность 600 м3 воды в сутки. Питаясь водами Южного Буга, он по железным трубам через насосные станции снабжал ее город, вода с системе была отфильтрованной и отстоянной, подавалась через три водоразборных будки на территорию города.
 А во время Великой Отечественной войны, являясь одним из самых высоких зданий Винницы, она выполняла, помимо основных функций, так же и функцию наблюдательного пункта.
После войны башня утратила свое первоначальное назначение и была переоборудована в жилой дом. В ней поселились семьи работников городского водоканала, на балансе которого она продолжала находиться до 1980-х годов.
Статус памятника местного значения башня получила 17 февраля 1983 года. Реконструирована по проекту Евгения Пантелеймонова. В 1985 году ее, как архитектурный объект, передали во владение Областного краеведческого музея. С этого момента в залах башни-каланчи расположилась часть музейной экспозиции Мемориала революционной и боевой славы.
А с 1993 года экспозиция музея в башне пополнилась Мемориалом памяти воинов, погибших во время Афганской войны 1979—1989 годов с письмами и личными вещами, фотографиями и частями обмундирования.

## Архитектура

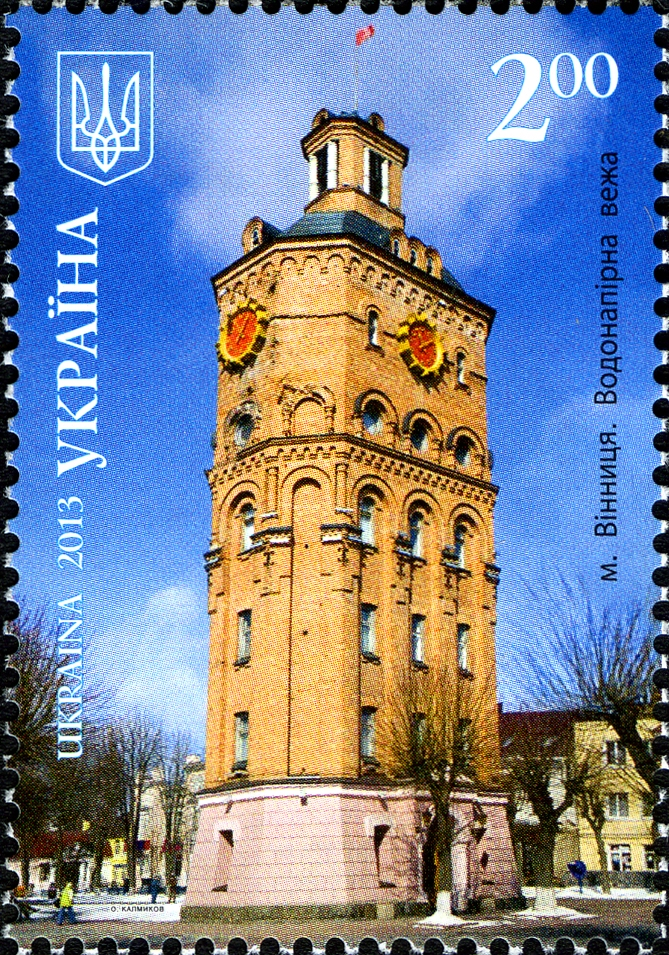
Водонапорная башня на почтовой марке Украины

В текущее время башня практически сохранила свой первозданный вид. Это семиярусное восьмиугольное, вытянутое в периметре башенное строение (минимальная ось — 4 м, максимальная — 7 м); первый этаж рустован для создания эффекта постамента, следующие пять ярусов из красного кирпича разделяются между собой пилястрами и лжеарками, замыкает здание купол с надстройкой-башенкой. Общая высота сооружения — 28 метров.
Черты средневековых башен предоставляют каланчи в Виннице узкие окна-бойницы, минимальные украшения и мощь кирпичных стен.
Основное различие между первоначальным проектом башни и тем видом который она приобрела после реконструкции — расположение часов с двухметровыми циферблатами: ранее они находились с четырех сторон купольной башенки-надстройки, а после реконструкции сместились на ярус ниже и ежечасно приветствуют горожан и гостей города мелодичным звоном.